# Municipi de Tårnby
El municipi de Tårnby és un municipi danès situat a l'illa d'Amager, al nord-est de l'illa de Sjælland, a l'estret d'Øresund. El municipi forma part de la perifèria de Copenhaguen, abastant una superfície de 64 km². Amb la Reforma Municipal Danesa del 2007 va passar a formar part de la Regió de Hovedstaden, però no va ser afectat territorialment. Una part de l'Aeroport de Copenhaguen és al municipi i l'autopista E20, que connecta Dinamarca amb Suècia a través del pont de l'Øresund, el travessa d'est a oest. L'illa de Saltholm i l'illa artificial de Peberholm, suport del pont de l'Øresund, també formen part del municipi.

## Consell municipal
Resultats de les eleccions del 18 de novembre del 2009:
| Partit                       | vots | % vots |
| ---------------------------- | ---- | ------ |
| Socialdemokratiet            | 7880 | 41,9   |
| Det Radikale Venstre         | 631  | 3.4    |
| Det Konservative Folkeparti  | 1096 | 5,8    |
| Retsforbundet                | 22   | 0,1    |
| Socialistisk Folkeparti      | 3657 | 19,4   |
| De Frie Demokrater           | 306  | 1,6    |
| Dansk Folkeparti             | 2784 | 14,8   |
| Venstre                      | 2074 | 11,0   |
| Enhedslisten - De Rød-Grønne | 365  | 1,9    |

### Alcaldes
| Alcalde       | Període               | Partit            |
| ------------- | --------------------- | ----------------- |
| Henrik Zimino | 1-1-2007 a 31-12-2009 | Socialdemokratiet |
|               | 1-1-2010 a 31-12-2013 |                   |